# Otakar Černín
Otakar Theobald Otto Maria hrabě Černín z a na Chudenicích (německy Ottokar Theobald Otto Maria Graf Czernin von und zu Chudenitz; 26. září 1872 Dymokury, okr. Nymburk – 4. dubna 1932 Vídeň) byl český šlechtic z vinořské větve rodu Czerninů z Chudenic, rakousko-uherský diplomat a politik. Od mládí působil v diplomacii a byl také dlouholetým poslancem českého zemského sněmu. Za první světové války byl rakousko-uherským ministrem zahraničí (1916–1918). Ve svém politickém i diplomatickém působení proslul jako nepřítel českých národnostních snah, po rozpadu monarchie měl zákaz vstupu do Československa a jeho velkostatek Vinoř byl zestátněn. 

## Původ

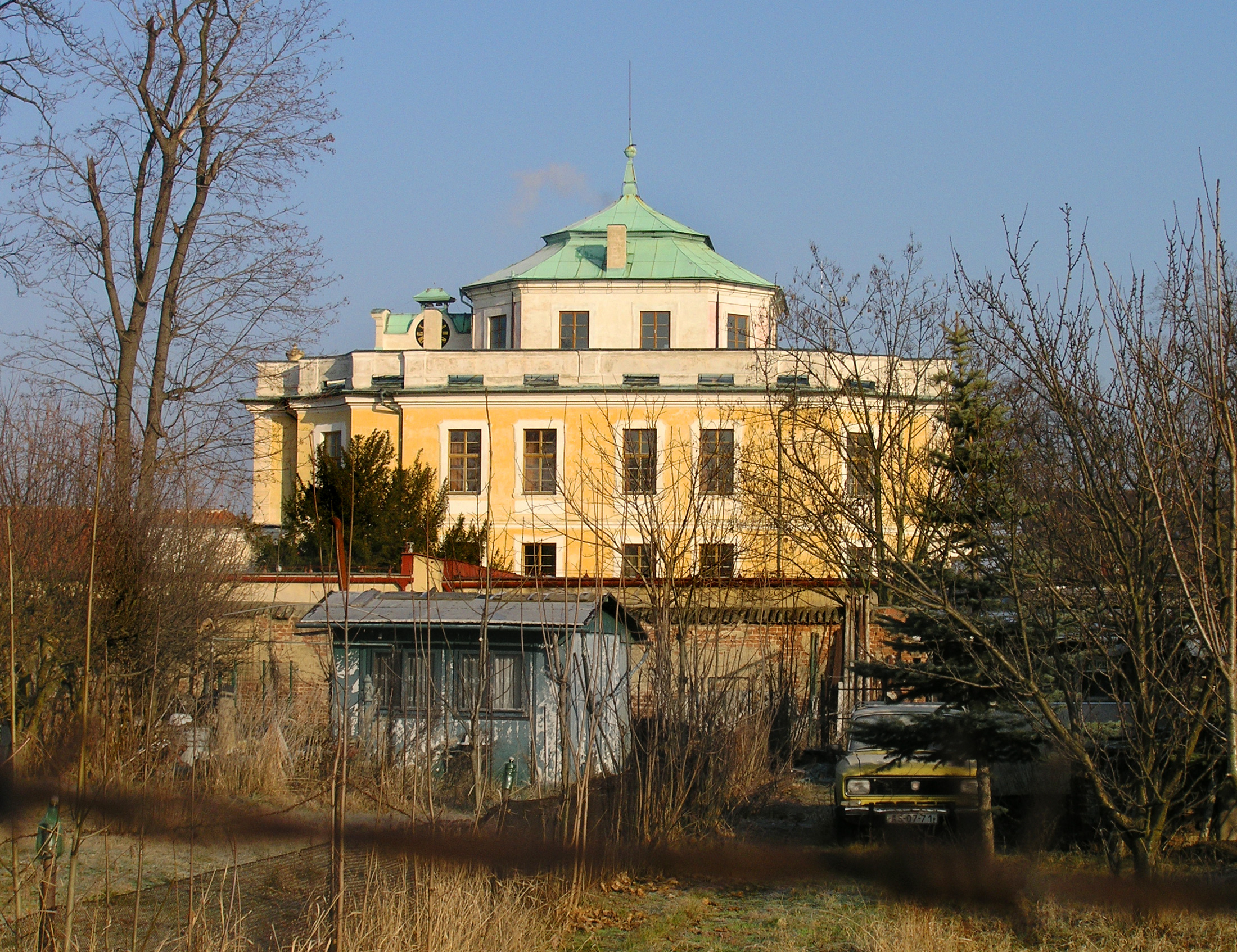
Zámek Vinoř, majetek Otakara Černína 1893–1921

Narodil se jako druhorozený syn Děpolda Černína (1836–1893) a jeho ženy Anny Marie, rozené hraběnky Westphalenové z Fürstenbergu. Pojmenován byl svém dědu Otakarovi, který byl také politicky aktivní. Pocházel z významného českého šlechtického rodu Černínů z Chudenic, který se opakovaně zapsal do dějin české i evropské diplomacie. Mezi příslušníky rodu patřil například Heřman Černín z Chudenic (jehož bratr Diviš byl jedním z 27 českých pánů popravených roku 1621), významný diplomat, který vedl rakouská mírová jednání s Tureckem v polovině 17. století. V diplomatických službách habsburské monarchie působil i Humprecht Jan Černín, který v 2. polovině 17. století začal na Hradčanech stavět Černínský palác, dnešní sídlo Ministerstva zahraničních věcí České republiky.

## Kariéra
Studoval gymnázium v Chomutově a poté právnickou fakultu Univerzity Karlovy (1891–1895). Po studiích se rozhodl pro službu na rakousko-uherském ministerstvu zahraničí a byl vyslán na velvyslanectví v Paříži jako neplacený attaché, mezitím byl jmenován c. k. komořím (1897), později byl přeložen jako vyslanecký rada do Haagu. O tři roky později byl nucen rezignovat na svou funkci z důvodu onemocnění plic.
V letech 1903–1913 zastupoval Německou lidovou stranu (Deutsche Verfassungspartei) v českém zemském sněmu a stal se blízkým poradcem následníka trůnu arcivévody Františka Ferdinanda d'Este. Do diplomatických služeb se vrátil roku 1913 jako vyslanec v Bukurešti.

## První světová válka

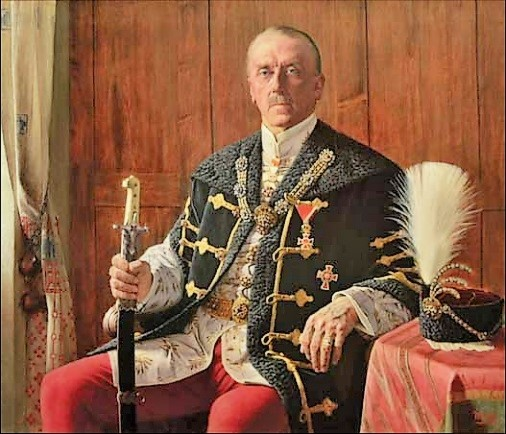
Oficiální portrét ministra zahraničí Otakara Černína (1917)

Zavraždění Františka Ferdinanda v Sarajevu se stalo roznětkou první světové války. Po vypuknutí války Černín prohlásil: „Musíme zemřít. Měli jsme svobodnou volbu jak zemřeme, a vybrali jsme si tu nejkrutější.“
Ve válečném roce 1916 nastoupil na rakousko-uherský trůn Ferdinandův synovec císař Karel I., který jmenoval hraběte Černína ministrem zahraničních věcí. V této funkci se zúčastnil konference v březnu 1917, kde se Německo a Rakousko-Uhersko přelo o cíle války. Zde mj. navrhl postoupení území Ústředních mocností, aby byl nastolen rychlý mír se Spojenci. Vyhlášení války Spojenými státy viděl jako pohromu a vítězství Ústředních mocností považoval za velmi nepravděpodobné. Nicméně neuspěl z důvodu odporu Itálie a podlehl naléhání německého OHL (vrchní velení Německého císařství), které požadovalo vyhlášení otevřené ponorkové války. Na konci války v roce 1918 se jako zástupce Rakouska účastnil mírových jednání s Rumunskem, Ruskem a Ukrajinou.
Černínovy vnitropolitické postoje byly ovlivněny aktivním odporem vůči demokratickým a nacionálním silám tehdejší doby. Odmítal parlamentarismus a zastával spíše cézarský absolutismus. Demokracie byla podle něho svoboda vystupňovaná do idiotství. Vnitropoliticky i v praxi často prosazoval tvrdé metody. V únoru 1918 dokonce naléhal na císaře Karla, aby sesadil neefektivní vládu Seidlera a Wekerleho a nahradil ji vojenskou diktaturou, což však Karel zamítl. Když Černín v důsledku demokratických tlaků argumentoval proti autokracii a militarismu, zajisté to nebylo v souladu s jeho vlastním přesvědčením, nýbrž mělo jen taktické důvody. V těchto vnitropolitických rozdílnostech vůči císaři Karlovi byl též zárodek Černínova odcizení. Tyto rozdíly v názorech by však byly během války sotva otevřeny, kdyby se vněpolitické problémy tak úzce nespojily s otázkou rakousko-uherského míru.
Dokonce i u Černína - politika dohody - se občasně projevovaly anexionistické tendence. Černín zastával dvoukolejnou politiku válečného cíle s požadavkem teritoriální integrity a s mírem bez anexe a priori. Na druhou stranu územní zisk, v případě, že by byl dosažitelný, nevylučoval. Nezříkal se nikdy šance, v případě, že by válka přece jen skončila vítězně, dosáhnout budoucích výhod, což ubíralo na hodnověrnosti zdůraznění zoufalé nutnosti míru v Berlíně. Černínovi se nepodařilo vzájemně sladit jeho virtuózní návrhy k uskutečnění se svazkovou, válečnou politiku. Nedělal si žádné iluze o skutečné moci monarchie ve vztahu s Německem, proto se snažil diplomatickými tahy a manipulací rozličných německých mocenských skupin získat více rovnováhy. Černín přeceňoval svůj politický vliv na Německo a dokonce byl přesvědčen, že za mírovou rezoluci vděčí Reichstag jemu. Další metodou k posílení jeho pozic v Berlíně bylo zdůraznění slabin monarchie: pokud by Německo neuznalo mírovou otázku, bylo by Rakousko nuceno se rozpadnout nebo uzavřít separátní mír.
Černínova politika byla mnohými považována za produkt jeho velmi neklidného temperamentu, což podkopávalo jeho důvěryhodnost. Jedna z častých reakcí německé strany na jeho odhady situace byl: „Hrabě Czernin ztratil nervy. Jeho velmi nervóznímu naturelu, jeho rtuťovité osobnosti, neustále pod tlakem nových nápadů se však nepodařilo trvale udržovat pevnou politickou linii. Všeobecně platil za neupřímného a také za nespolehlivého spojence“. Josef Redlich hodnotil Černínovu politiku ještě negativněji: „Ten muž je zosobněním 17. století. Nepochopil dobu, ve které žije“. Černín zastával starý josefínský císařský absolutismus a dědičná feudální privilegia svého stavu. Skoro se zdá, že jako činitel nezmarného centralistického státního aparátu, v němž usiluje o navázání minulosti aristokratické kabinetní politiky přímo na budoucnost diktátorského režimu.
Jeho často zmiňovaná loajalita vůči Německu byla založena také na jeho víře, že vítězství ve válce by mělo být vybojováno společně s Německem. Proto také došel přesvědčení, že „...německo-rakousko-uherský svazek se nemůže rozpadnout, neboť existovaly předpoklady pro zachování Habsburské říše ve svých tradičních sociálních a politických strukturách“. Svatá aliance s Německem pro něj představovala záruku proti všem revolučním proudům. Odmítání jakékoli vnitřní reformy monarchie, zřeknutí se německého konceptu v monarchii, jej nakonec donutilo nahlížet svazek jako nutnost.
Jeho snaha vyvést Rakousko-Uhersko z války a získat zpět jeho zahraničněpolitickou nezávislost ztroskotala na nedostatku ochoty osvobodit se od politických zájmů jeho stavu.
Ze svého úřadu odstoupil v dubnu 1918, když jeho francouzský protějšek Georges Clemenceau zveřejnil dokumenty, v nichž byl odhalen pokus o tajná mírová vyjednávání Rakouska-Uherska s vládami Spojenců.

## Rakouská republika
Po pádu monarchie v Rakousku a vytvoření samostatných států na bývalém říšském území, se Černín vrátil do politiky až v roce 1920 jako poslanec do Národní rady Rakouské republiky za Demokratickou stranu.
Dne 4. dubna 1932 zemřel Otakar hrabě Černín z Chudenic náhle ve vídeňském bytě na srdeční embolii.

## Majetek a rodina

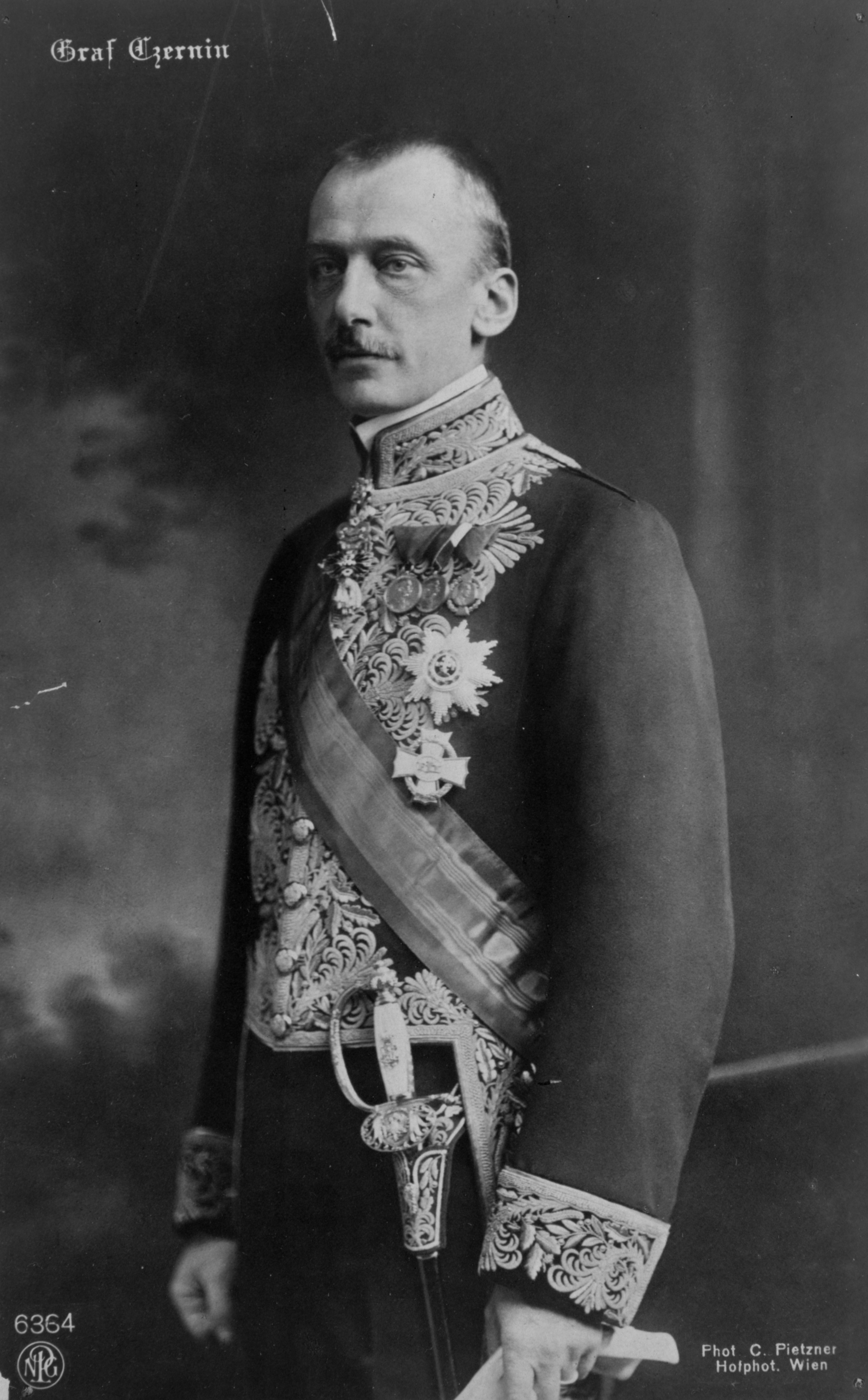
Oficiální fotografie z roku 1916

Z otcova majetku zdědil v roce 1893 velkostatek Vinoř u Prahy. K velkostatku patřilo 1 350 hektarů půdy a barokní zámek, který byl hlavním rodovým sídlem vinořské linie Černínů. Po první světové válce měl Černín zákaz vstupu na území Československa a vinořský velkostatek měl být rozparcelován v rámci pozemkové reformy. Černín získal podporu rakouské diplomacie a o velkostatek Vinoř se vedla dlouhá jednání. Československo nakonec přistoupilo na poměrně velkorysou finanční kompenzaci, aby se vyhnulo obvinění z pronásledování bývalých prominentů monarchie. Velkostatek byl kompletně zestátněn, ale Státní pozemkový úřad vyplatil Černínovi částku 9 000 rakouských korun za jeden hektar.
Dne 1. července 1897 se v Heřmanově Městci oženil s hraběnkou Marií Kinskou (30. 5. 1878 – 19. 7. 1945), která byla později c. k. palácovou dámou a dámou Řádu hvězdového kříže. Z tohoto svazku vzešlo šest dětí: 
- 1. Theobald (29. 4. 1898 Vinoř – 14. 5. 1975 Vídeň), manž. 1942 Margarete Rous (18. 6. 1909 Lipsko – 29. 12. 1998 Weiz)[15][16]
- 2. Marie Anna (2. 12. 1899 Paříž – 28. 8. 1965 Bad Aussee), manž. 1921 Jan Adolf z Lobkowicz (6. 11. 1885 Praha – 11. 1. 1952 Wolfegg)[17][18]
- 3. Ferdinand (25. 11. 1903 Heřmanův Městec – 1965 New York), I. manž. 1934 Beatrix Merton (18. 6. 1910 Frankfurt nad Mohanem – 15. 11. 1987 Amenia), rozvedeni roku 1941, II. manž. 1948 Helen Mamoulini (13. 9. 1921 New York – 11. 2. 2004)[19]
- 4. Jan (20. 6. 1905 Vinoř – 16. 8. 1980 Salcburk), manž. 1945 Gertrude Kurmayer (12. 12. 1906 Vídeň – 23. 4. 1980 Paříž)[15][20]
- 5. Petr (25. 11. 1907 Vinoř – 31. 10. 1967 Vídeň), manž. 1938 Melanie von Kragl (16. 8. 1907 Štýrský Hradec – 1983 Baden)[21]
- 6. Anna Marie (21. 10. 1914 Vídeň – 19. 12. 1988 Hoßkirch). manž. 1934 hrabě Karel Ervín Hohenlohe-Langenburg (1. 12. 1903 Červený Hrádek – 4. 5. 1983 Ravensburg)[22]

Díky svému sňatku získal příbuzenské vazby na významné osobnosti, jeho švagry byli diplomat kníže Karel Kinský (1858–1919), císařský nejvyšší štolba hrabě Ferdinand Vincenc Kinský (1866–1916), princ František Josef z Auerspergu (1856–1938) nebo císařský nejvyšší hofmistr kníže Alfred Montenuovo (1854–1927).
Z Otakarových sourozenců se diplomacii věnoval také mladší bratr Otto (1875–1962), který byl v letech 1917–1918 rakousko-uherským vyslancem v Bulharsku.

## Tituly a vyznamenání
Po ukončení aktivní činnosti na českém zemském sněmu byl v roce 1912 jmenován doživotním členem rakouské Panské sněmovny. Jako vyslanec v Rumunsku obdržel v roce 1913 titul c. k. tajného rady s nárokem na oslovení Excelence. I když prakticky nikdy aktivně nesloužil v armádě, po odchodu z funkce ministra zahraničí byl povýšen do čestné hodnosti generálmajora. V roce 1917 byl dekorován nejvyšším rakouským státním vyznamenáním Řádem zlatého rouna. Řadu dalších vyznamenání získal během své diplomatické kariéry nejen v Rakousku, ale i od zahraničních hlav států.
- velkokříž Královského uherského řádu svatého Štěpána v briliantech (Rakousko-Uhersko)
- Vojenský záslužný kříž (Rakousko-Uhersko)
- Řád černé orlice (Prusko)
- Řád svatého Huberta (Bavorsko)
- Řád routové koruny (Sasko)
- velkokříž Řádu rumunské koruny (Rumunsko)
- velkokříž Řádu sv. Alexandra (Bulharsko)
- Řád čestné legie (Francie)

## Dílo
- Ottokar Czernin: Ve světové válce (orig. Im Weltkriege). Berlín/Vídeň 1919.

Ve 20. letech 20. století napsal knihu svých pamětí coby činitel rakousko-uherské nejvyšší politiky a účastník diplomatických misí I. světové války, nazvanou Im Weltkrieg (Ve světové válce) zajímavým pohledem na soukolí „staré monarchie“ zevnitř, ve chvíli, kdy došlo k jejímu rozdělení v důsledku války.